# Cox Creek Township (Iowa)
Cox Creek Township est un township, du comté de Clayton en Iowa, aux États-Unis,.
Le township est nommé en l'honneur de Phillip Cox, un pionnier qui s'y est installé en 1842.

## Source de la traduction
- (en) Cet article est partiellement ou en totalité issu de l’article de Wikipédia en anglais intitulé « Cox Creek Township, Clayton County, Iowa » (voir la liste des auteurs).